# Emotional
| Оценки критиков | Оценки критиков |
| Источник        | Оценка          |
| --------------- | --------------- |
| AllMusic        | [ 1 ]           |

Emotional — четвёртый альбом австрийского певца и музыканта Фалько. Вышел в 1986 году.
Альбом вышел в том же 1986 году, когда к Фалько пришёл международный успех с песней «Rock Me Amadeus» и альбомом Falco 3.
Из-за факта, что разрыв между этим альбомом Фалько и предыдущим не был большим, музыкальный критик с сайта AllMusic Джей-Ти Гриффит теперь в своей рецензии заключает, что альбом Emotional был выпущен «в спешке, чтобы заработать на его [Фалько] [тогдашнем] статусе как артиста одного хита». Критик считает альбом «не необходимым» к покупке «даже довольно серьёзными фанатами», но при этом «неожиданно крепким альбом в стиле новой волны, специфическим и весёлым» (англ. quirkly and fun), великолепной находкой на полке среди подержанных пластинок.
Среди песен, по его мнению, выделяются «Emotional», «Crime Time», «The Kiss of Kathleen Turner» и «сиквел к запрещённой песне „Jeanny“, озаглавленный „Coming Home (Jeanny Part II, One Year Later)“». Кроме того, в песне «Cowboyz and Indianz» он отмечает интересные отсылки к трилогии «Звёздные войны».

## Список композиций
1. «Emotional» — 4:52
2. «Kamikaze Cappa» — 5:10
3. «Crime Time» — 4:24
4. «Cowboyz and Indianz» — 5:46
5. «Coming Home (Jeanny Part II, One Year Later)» — 5:32
6. «The Star of Moon and Sun» — 5:19
7. «Les Nouveaux Riches» — 4:31
8. «The Sound of Musik» — 4:56
9. «The Kiss of Kathleen Turner» — 7:32